# Tanjung Baru (Pendopo)
Tanjung Baru is een bestuurslaag in het regentschap Empat Lawang van de provincie Zuid-Sumatra, Indonesië. Tanjung Baru telt 1030 inwoners (volkstelling 2010).